# Arens de Lledó
Arens de Lledó (auf Katalanisch Arenys de Lledó) ist eine spanische Gemeinde in der Comarca Matarraña der Provinz Teruel in der Autonomen Region Aragonien. Sie hat 194 Einwohnern (Stand: 2024) und umfasst eine Fläche von 34 Quadratkilometern.

## Lage
Dieser Ort liegt inmitten der Franja de Ponent.
Arens de Lledó liegt, jeweils ein paar Autominuten entfernt, zwischen Horta de Sant Joan Katalonien (bekannt als Ausgangspunkt für Touren im Natur Park Els Ports und hier soll Picasso während seines Aufenthaltes Inspiration zum Kubismus gefunden haben) und Calaceite, dem Kultur-Hauptort von Matarraña. Das Dorf Arens de Lledó befindet sich im östlichsten Teil der Provinz, in einem hügeligen Gebiet beim Fluss Algars, der die Grenze mit der Terra Alta und Katalonien markiert. An diesem Fluss befindet sich El Galeró, ein beliebter Badeort.

## Geschichte
Eine erstmalige menschliche Siedlung ist für die Bronzezeit nachgewiesen. Vom Mittelalter existieren Überreste der alten Stadtmauer und sechs Kilometer entfernt, bei der Kapelle von St. Hippolyt (Sant Pol), steht die Basis einer mittelalterlichen Säule. Auch ein Tatzenkreuz der Templer befindet sich an diesem Ort. Diese heilige Stätte ist heute noch ein Zentrum der Wallfahrt und eine Prozession findet jedes Jahr am ersten Samstag im Mai statt. Die Überlieferung sagt, dass dieser Ort von Frauen aufgesucht wurde, um dort um Fruchtbarkeit zu bitten. Der Weg zur Kapelle ist gesäumt mit uralten Zypressen.
Der Spanische Bürgerkrieg von 1936 bis 1939 hat auch dieses Dorf erschüttert.
Aufgrund der Nachkriegswirren und großer Kälteperioden gab es auf der Suche nach neuen Beschäftigungsmöglichkeiten eine Wanderungsbewegung nach Barcelona und der Umgebung wie auch nach Valencia.

## Sehenswürdigkeiten

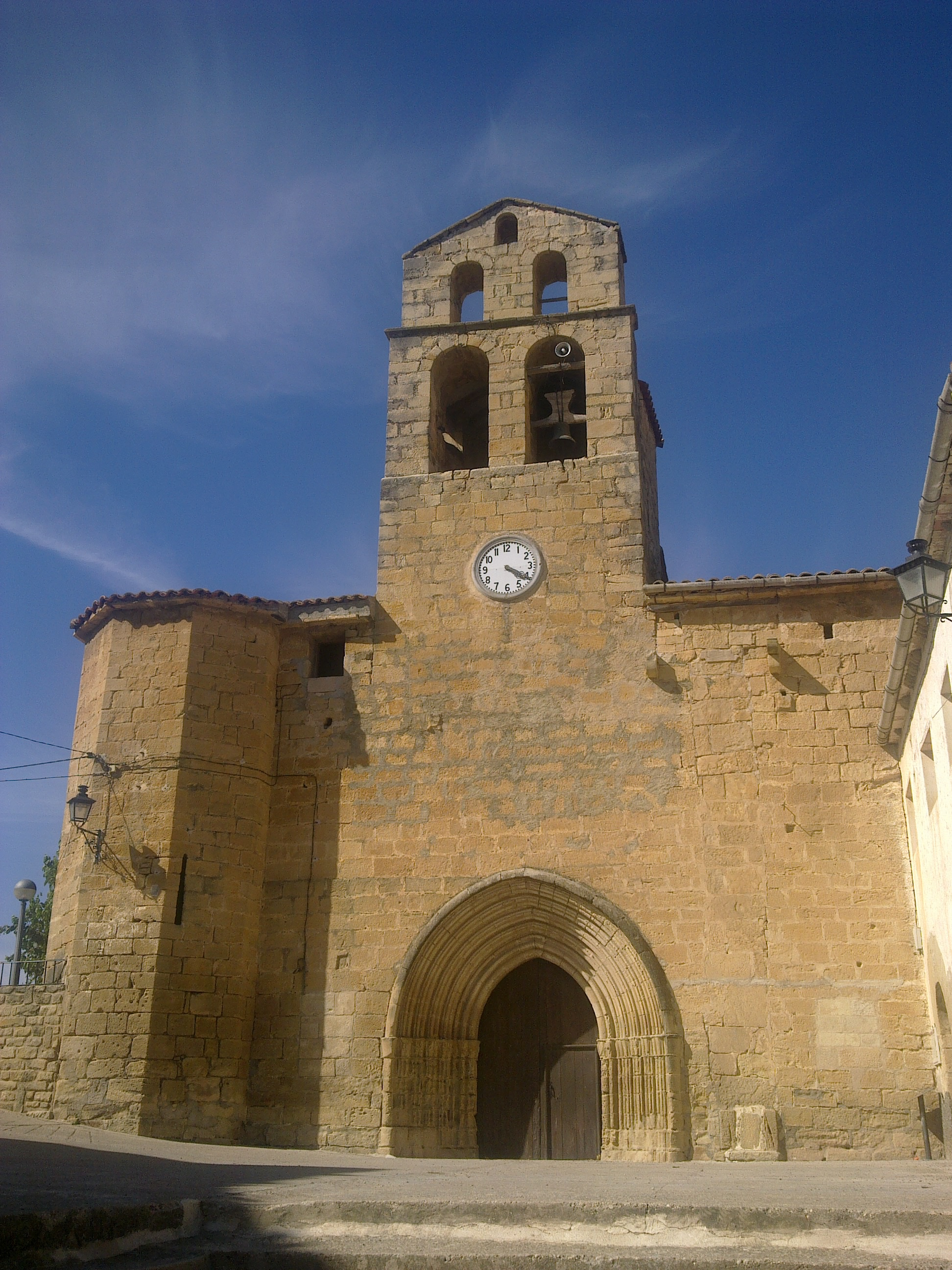
Kirche

- Die Ermita de Sant Pol liegt sechs Kilometer entfernt von Arens de Lledô, aber noch innerhalb der Gemeindegrenzen. Flankiert von jahrhundertealten Zypressen befindet sich auf der ehemaligen mittelalterlichen Einsiedelei die Kapelle von St. Hippolyt (Sant Pol). Am ersten Samstag im Mai findet eine Wallfahrt mit einer Messe in der Kapelle statt.
- Sehenswert ist die Kirche der Himmelfahrt der Jungfrau Maria, ein gotisches Bauwerk (15. und 16. Jahrhundert) mit einem Durchgangsbogen, welcher aus dem Mittelalter stammt. Im Altarraum steht eine dekorative Skulptur von zwei Fischen, dem Symbol dieses Dorfes. Diese Kirche wurde am 8. Februar 1983 zum Baudenkmal (Bien de Interés Cultural) erklärt.

## Wirtschaft
Die Landwirtschaft ist die Haupteinnahmequelle, überwiegend durch die Ernte von Oliven, Mandeln und Trauben. Viele Unternehmen basieren auf dem Tourismus. Es gibt eine Weinkellerei, die Weine von hoher Qualität herstellt und einige kleine Geschäfte sowie eine landwirtschaftliche Genossenschaft.

## Demographie
Aufgrund von Zuwanderung aus anderen Gegenden Spaniens wie auch aus anderen europäischen Ländern und Nordamerika hat die Einwohnerzahl dieser Gemeinde in den letzten Jahren zugenommen. Die lokale Schule mit Spanisch und Katalanisch als Unterrichtssprachen besuchen zur einen Hälfte einheimische und zur anderen Hälfte ausländische Kinder.

## Natur

### Algars
Der Fluss Algars bildet die Grenze zwischen Katalonien und Aragón. Er ist ein Nebenfluss des Río Matarraña, natürliche Pools und ausgewaschene Felsformationen markieren den Lauf des Algars. In ihm leben u. a. Flusskrebse, Schildkröten und Welse. Bekannt ist El Galero, ein wegen seiner natürlichen Pools beliebter Badebereich.

### Fauna und Flora
Steinadler und Geier können beobachtet werden. In den Pinienwäldern findet man unter anderem den Specht oder auch den Kreuzschnabel. Auch können hispanische Ziegen gesichtet werden und immer wieder kreuzen Eichhörnchen den Weg. Zudem leben dort wilde Bergkatzen und Füchse. Der Bewuchs besteht aus Kiefernwäldern, Wacholder, Ahorn, Eibe, Hasel, Stecheiche, Mandel-, Oliven- und Eichenbäumen. Es finden sich Kräuterarten wie Thymian und Rosmarin.

## Veranstaltungen
- Dreikönigstag (5. Januar). Auf den Rathausplatz pilgern die Drei Könige, um ihre Geschenke an Kinder und Erwachsene zu liefern, wenn man ihren Namen ruft. Organisiert wird das Fest durch die Pfarrkirche.
- San Antonio Abad (17. Januar oder erster darauf folgender Samstag) Gerichte und Desserts werden versteigert. Der Gesamtwert der Auktion geht an die Kirche und ihre Werke. Organisiert durch die Kommission Sant Pol.
- Santa Agueda (11. Februar). Tag der Frau. An diesem Tag ehren die Frauen die Tradition. Dieser religiöse Akt zugunsten von Santa Agueda beinhaltet die Auslieferung der Nippel, Frauen-Essen und andere Festivitäten und wird organisiert durch Kommission Santa Agueda.
- Karneval. Kostüme mit Umzug durch die Straßen des Dorfes. Organisiert durch den Kulturverein El Galeró.
- Ostern. Prozessionen. Organisiert von der Pfarrkirche.
- 23. April (Gedenktag Hl. Georg): Verkauf von Blumen und Büchern, Spektakel für Kinder, organisiert durch AMPA und Kulturverein El Galero.
- St. Pol (Am ersten Samstag im Mai). Wallfahrt. Es gibt die traditionelle Messe in der Kapelle, Familien-Mahlzeiten und Spiele. Organisiert durch: Stadt Arens de Lledo, Verband der St. Pol und Festkomitee.
- San Cristóbal (10. Juli). Segen für Fahrzeuge. Organisiert durch die Pfarrkirche. Abendessen im Sportzentrum. Veranstalter: Festkomitee.
- Kulturelle Woche (6. bis 10. August). Organisation: Kulturverein El Galero.
- Große Feste (12. bis 17. August). Organisation: Festkomitee

Der Kulturverein El Galero organisiert verschiedene Workshops und Veranstaltungen das ganze Jahr hindurch.